# Colaconema elegans
Espèce
Synonymes
- Acrochaetium elegans (K.M.Drew) Papenfuss, 1945[2]
- Audouinella elegans (K.M.Drew) Y.-P.Lee, 1987[2]
- Rhodochorton elegans K.M.Drew, 1928[2]

Colaconema elegans est une espèce d’algues rouges de la famille des Colaconemataceae.